# Низкая Улица
Ни́зкая У́лица (бел. Нізкая Вуліца) — деревня в составе Княжицкого сельсовета Могилёвского района Могилёвской области Республики Беларусь.

## Географическое положение
Ближайшие населённые пункты: Горная Улица, Княжицы.

## Население
- 1999 год — 52 человека
- 2010 год — 35 человек

## Известные уроженцы
- Маслеников Павел Васильевич — белорусский художник, живописец, искусствовед, педагог. Заслуженный деятель искусств Белорусской ССР (1954). Народный художник Беларуси (1994). Лауреат Государственной премии Республики Беларусь (1996).